# William Stout
William Stout (18 de septiembre de 1949) es un artista e ilustrador estadounidense. Posee una especialización en arte paleontológico, y sus obras han sido presentadas en más de setenta exposiciones. Ha contribuido en más de treinta películas, desde crear los guiones gráficos al diseño de producción, y también ha diseñado parques temáticos y tapas de discos musicales, además de haber trabajado en la radio con el grupo cómico The Firesign Theatre. Fue el autor de la idea original y el argumento del film de espada y brujería The Warrior and the Sorceress (1984), una coproducción argentina-estadounidense protagonizada por David Carradine y María Socas.

## Exposiciones (lista parcial)
- "The Prehistoric World of William Stout", 1977.
- "Dinosaurs, Penguins and Whales: The Wildlife of Antarctica", 1991–1995 — Inspirado en los tres meses que Stout pasó en la Antártida, fue presentado en Moscú a petición del entonces presidente (primer ministro) Soviético Mijaíl Gorbachov[2]
- "Studies From Gondwana - Landscapes and Wildlife of Antarctica," 1993
- "William Stout - Lost Worlds," 1994
- "William Stout's Visions of Gondwana - Past and Present Life in Antarctica," 1995
- "Dinosaurs On Ice - William Stout's Antarctica," 1997
- "Dinosaurs, Penguins & Whales: William Stout's Antarctica," 1999 — La muestra más larga de Stout hasta la fecha (55 pinturas), en el Centro Cultural Muckenthaler, en Fullerton, California

## Premios
- Inkpot Award, 1978
- Children's Choice Award (The Little Blue Brontosaurus), 1984
- Society of Illustrators, Gold and Silver Medals (Abu & The 7 Marvels), 2002
- Benjamin Franklin Award, Best Young Adult Book (Abu & The 7 Marvels), 2002
- Bram Stoker Award - Nominado (Abu & The 7 Marvels), 2002
- Chesley Award - Nominado (Abu & The 7 Marvels), 2002
- Society of Illustrators Silver Medal (Tanagra Theatre poster), 2004
- Spectrum Silver Award (Tanagra Theatre poster), 2004
- Society of Illustrators Silver Medal (Cricket magazine cover), 2004
- Spectrum Gold Award, 2006